# Петар Вукчевић
Петар Вукчевић (Гољемади, 7. новембар 1894 — Цирих, 25. април 1976) је био ваздухопловни пуковник и пилот-ловац Југословенског краљевског ратног ваздухопловства, краткотрајни вршилац дужности команданта Југословенског краљевског ратног ваздухопловства током Априлског рата.

## Биографија
Рођен је 7. новембра 1894. године у селу Гољемади. Завршио је гимназију у Београду, а потом и Нижу школу Војне академије. Први светски рат је провео у Шестом пешадијском пуку, прошао је Албанску голготу, а тешко је рањен на Солунском фронту 1916. године. У Солуну је 1917. године завршио извиђачки авијатичарски курс, а након рата Пилотску школу у Новом Саду и Вишу школу Војне академије у Београду.
На почетку Априлског рата 1941. године, био је командант Четврте бомбардерске бригаде, а командовао је и Седмим бомбардерским пуком у дејствима према Албанији. При напуштању земље, командант Југословенског краљевског ратног ваздухопловства бригадни генерал Боривоје Мирковић је пуковнику Вукчевићу предао дужности заступника командант Југословенског краљевског ратног ваздухопловства, које је он обављао од 14. до 17. априла 1941. године. Пуковник Вукчевић је одбио да заједно са краљем и Владом напусти земљу.
Заробљен је и одведен у логор у Италији. Одбио је могућност да се изјасни као Црногорац и буде пуштен из логора. У заробљеништву остаје до капитулације Италије 1943. године, када прелази у Швајцарску.
Умро је 25. априла 1976. године у Цириху.

## Одликовања
- Орден Карађорђеве звезде са мачевима IV реда
- Орден Белог орла са мачевима V реда
- Орден Белог орла са мачевима IV реда
- Орден Југословенске круне VI реда
- Орден Југословенске круне III реда